# Arnaud des Pallières
Arnaud des Pallières (1 de diciembre de 1961, Paris, Francia) es un de un director y guionista de cine francés. Debido a sus trabajos, ha competido en Cannes Film Festival en el año 2013.

## Biografía
Arnaud des Pallières se educó intelectualmente y estéticamente durante los años 70, descubriendo el cine a través de las películas de Pasolini, Syberberg, Oliveira, Debord, Godard, Duras, Antonioni y Mekas. Escritor y editor de sus películas, construyó desde los años 90 un trabajo compartido entre ficción y ensayos documentales.

## Filmografía

### Como Director

#### Cine
- 1997 : Drancy Avenir
- 2003 : Adieu
- 2009 : Parc
- 2013 : Michael Kohlhaas
- 2017 : Orpheline

### Televisión
- 2000 : Is Dead (Portrait incomplet de Gertrude Stein)
- 2002 : Disneyland, mon vieux pays natal y la colección Voyages, voyages (Arte).
- 2010 : Diane Wellington, cortometraje de 16 minutos, y la colección Court-Circuit (Arte).
- 2011 : Poussières d'Amérique y la colección La Lucarne (Arte)

#### Como actor
- 2003 : La Chose publique film de Mathieu Amalric